# العربي المساري
:
أبو حميد العربي بن عبد الله بن أبي يحيى المساري المعروف بالعربي المساري (ولد 1156 هـ / 1743م - توفي 1240 هـ 1824م) فقيه وأديب شاعر مغربي. 

## مسيرته
ولد بقرية اعسارة بقبيلة بني مسارة أو بني مستارة بنواحي مدينة وزان وتعلم في مسجد القرية حتى حفظ القرآن. وبعد ذلك طاف بقبيلة بني مسارة آخذا عن شيوخها وعلمائها مختلف العلوم اللغوية والشرعية، ثم تاقت نفسه إلى المزيد من المعرفة وعمق الاطلاع، فشد الرحال إلى مدينة فاس وانتسب إلى جامعة القرويين بها التي قضى بين جنباتها عشر سنوات يتلقى العلوم بجميع اصنافها على خيرة علمائها وأدبائها وعلى رأسهم العلامة القدير الشيخ أبو عبد الله محمد التاودي بن سودة. ولما أنهى تعليمه عرضت عليه مهمة التدريس بنفس الجامعة، ولكنه فضل العودة إلى مسقط رأسه ببني مسارة، حيث اشتغل بخطة العدالة في بداية الأمر ثم تولى خطة القضاء بالقبيلة لمدة طويلة تمتد من سنة 1190هـ إلى 1229ه هذا إلى جانب الافتاء والخطابة بمساجد القبيلة. وكان معاصرا للفقيه الرهوني، كما انه عاصر من الملوك العلويين كلا من محمد بن عبد الله والمولى سليمان. وقد امتد به العمر إلى ان توفي عن سن نيفت عن 80 سنة وذلك سنة 1240هـ1824م ودفن بمقبرة قريته (اعسارة)بالقرب من ضريح سيدي عبد الله بن لحسن المصباحي أخي سيدي عيسى بن لحسن المصباحي دفين سوق أربعاء الغرب.

## مؤلفاته
كان شعره تنفيسا عن الذات وترويحا عن النفس وتعبيرا عن القضايا التربوية والتعليمية وإظهار البراعة الشعرية بين معارفه ومتلقي عصره ووظيفة تواصلية، وكانت ألفاظه ومعانيه واضحة لا غموض فيها سهلة الفهم تطغى عليها النزعة النثرية. كما سيطرة المحسنات البلاغية كالتشبيه والكناية والاقتباس والتضمين على شعره. وغلبة القصائد القصيرة على شعره بحضور قوي للمنظومات التعليمية في ديوان الشاعر.
كان غزير الإنتاج شعرا ونثرا، فقد نظم في جميع الأغراض الشعرية من مدح ورثاء ووصف وغزل، بحكم اقامته بالبادية قإن معظم شعره قد ضاع أو ما زال مغمورا في المكتبات الخاصة. يقول أحمد البلغيثي في مقدمة كتابه «الابتهاج»:
ترك بصماته العلمية والأدبية بين سكان منطقة «جبالة» وخاصة أبناء قبيلته الذين يحفظون بعض منظوماته وقصائده إلى الآن، ويذكرونه في محافلهم واجتماعاتهم بإجلال.

### دراسات عنه
نشر كل من فاطمة بن الحبيب وعبد السلام الطاهري سنة 2011 كتابا مشترك في 335 صفحة، بعنوان ديوان العربي بن عبد الله المساري، جمع وتحقيق ودراسة.